# 平岡沙理
平岡 沙理（ひらおか さり、1999年8月31日 - ）は、テレビユー福島のアナウンサー。

## 来歴
兵庫県神戸市出身。神戸親和女子大学発達教育学部（現・教育学部）児童教育学科卒業。小学校教諭一種免許状を有する。
大学を卒業後、2022年にテレビユー福島に入社。報道制作局報道部に配属され、同期の熊崎結萌とともに同局のアナウンサーになる。同年5月10日、『ひるおび』内の『JNNニュース』で放送されるローカルニュースで初鳴きを果たした。

## 担当番組
- ニュース番組[1]
- なんでかんで見っせ！
- Nスタふくしま - 「ぷくぷくキュンアニマルズ」担当[5]
- ステップ - 2024年4月スタート。総合MC（金曜）